# Moesi
Moesii au fost un trib daco-trac. Ei  mai erau cunoscuți sub numele de mysi. De la tribali, situați în zona Plevnei, pe ambele maluri ale Dunării se aflau geții. Cei din dreapta Dunării erau numiți moesi.
Dacii și vecinii lor-Cassius Dio, Istoria romană, LI, 22,6 :
...dacii locuiesc pe ambele maluri ale Istrului. Dar cei ce locuiesc dincoace de fluviu-lângă țara tribalilor-țin cu plata birurilor de Moesia și se numesc moesi, afară de cei așezați foarte aproape de tribali. Cei de dincolo poartă numele de daci, fie ca sunt geți, fie cǎ sunt traci din neamul dacilor, care locuiau odinioară în Rhodope.
Răscoala Asǎneștilor [1185]- relatarea lui Niketas Choniates: Împăratul Isaac Anghelos  {1185-1195}[...]zgârcindu-se să cheltuiască pentru serbările de nuntă din banii vistieriei, îi aduna fără cruțare din propriile ținuturi; și a jecmănit, din meschinărie, și alte orașe din părțile Anchialosului, pe furiș, dar mai ales și i-a făcut sieși și romeilor dușmani pe barbarii din Muntele Haemus, care mai înainte se numeau misieni, iar acum se cheamă vlahi. Aceștia, încredințați de inaccesibilitatea ținutului în care locuiau și bizuindu-se pe fortărețele lor, care sunt și foarte numeroase și ridicate pe stânci abrupte, s-au sumețit și altădată împotriva romeilor [...]După ce misienii au început să acționeze fățiș ca niște răzvrătiți [...] La început vlahii se codeau și fugeau de răscoala la care erau împinși de Petru și Asan [...]
Vlahii sunt urmașii tracilor (vezi textele de mai sus}. Din păcate, în prezent nu sunt recunoscuți ca minorități naționale în Grecia, Bulgaria, Serbia și Albania, unde sunt lipsiți de dreptul la educație în limba maternă și sunt supuși unui proces de asimilare forțată.